# دائرة خنت
دائرة خنت هي دائرة إدارية في بلجيكا، تتبع فلاندر الشرقية.

## التقسيمات الإدارية
- ألتير
- De Pinte [الإنجليزية]‏
- دينز [الإنجليزية]‏
- Destelbergen [الإنجليزية]‏
- Evergem [الإنجليزية]‏
- Gavere [الإنجليزية]‏
- خنت
- Knesselare [الإنجليزية]‏
- Lochristi [الإنجليزية]‏
- Lovendegem [الإنجليزية]‏
- Melle, Belgium [الإنجليزية]‏
- Merelbeke [الإنجليزية]‏
- موربيكه
- Nazareth, Belgium [الإنجليزية]‏
- Nevele [الإنجليزية]‏
- Oosterzele [الإنجليزية]‏
- Sint-Martens-Latem [الإنجليزية]‏
- Waarschoot [الإنجليزية]‏
- فاختابيكه
- Zomergem [الإنجليزية]‏
- Zulte [الإنجليزية]‏.